# San Miguel Ixtapan (ort)
San Miguel Ixtapan är en ort söder om Tejupilco de Hidalgo i kommunen Tejupilco i delstaten Mexiko i Mexiko. Samhället hade 1 496 invånare vid folkräkningen 2020 och befolkningen har ökat med cirka tjugofem procent de senaste femton åren.
Staden är mest känd för arkeologiska området San Miguel Ixtapan, vars utgrävningar lett till tecken på civilisation så långt bak som 12 000 år före kristus. Där finns även pyramider, keramikfigurer och gravar. Det arkeologiska området ligger på gångavstånd österut från stadskärnan.
Orten har en förskola, en grundskola och en secundaria general, en skolform i Mexiko liknande gymnasium för barn mellan 12 och 15 år.

## Etymologi
Namnet kommer troligen från aztekiska. Ixtapan har ungefär betydelsen salt bröd eller salt flod. Ordet istali från salt och apan betyder flod. Pan är spanska för bröd.